# POSE/ポーズ
『POSE/ポーズ』（原題：POSE）は、アメリカ合衆国のケーブルテレビ局・FXにて2018年6月3日から2021年6月6日まで放送されたテレビドラマ。全26話（全3シーズン）。1980年代のニューヨークを舞台に、ボール・カルチャーを通してアフリカ系とラテン系のLGBTQ+コミュニティを描く。制作は『glee/グリー』などを手掛けたライアン・マーフィー、ブラッド・ファルチャック、スティーブン・キャナルスが務めた。
日本では、2019年5月13日から日本語字幕版がFOXチャンネルにて放送開始。また、動画配信サービスのNetflixで字幕版がシーズン2まで配信されていた（2022年2月28日配信終了）。

## 概要
本作は、1980年代のアメリカはニューヨークを舞台に、ファッションとパフォーマンスを競うコンテストである「ボール」に青春を懸けるLGBTQ+の若者たちを描いた群像劇である。主な登場人物はモデルやダンサーであり、ボールコンテストでトロフィーや知名度などを賭けて競い合う一方で、「ハウス」と呼ばれる〝選ばれた家族〟（血縁関係はないが固い絆で結ばれたコミュニティ）のネットワークで支え合っている。
ヒットドラマ『glee/グリー』や『アメリカン・ホラー・ストーリー』などを手掛けたライアン・マーフィーが原案・エグゼクティブプロデューサー・監督・脚本に参加している。自身もゲイであることを公表しているマーフィーは、「ストレートの男性がトランスジェンダー役を演じる時代はもう終わり。ハリウッドで働きたいと思いながらも中々チャンスを得られない人々へ、より多くの機会を提供する時期だ」と語り、全米で半年間にもわたる大規模なオーディションを実施。5人のトランスジェンダーの俳優がレギュラーキャストとして決定し、総勢50人のトランスジェンダーの俳優が起用された。
本作は批評家たちから絶賛され、プライムタイム・エミー賞やゴールデングローブ賞など多数の賞にノミネートされたほか、GLAADメディア賞最優秀ドラマシリーズ賞を3度受賞。また、ブランカ役のMJ・ロドリゲスがトランスジェンダーの女性として初めてゴールデングローブ賞の女優賞（ドラマ部門）を受賞し、エミー賞の主演女優賞（ドラマ部門）にもノミネートされた。

## 登場人物

### メインキャスト
ブランカ・エヴァンジェリスタ
演 - MJ・ロドリゲス
シーズン1-3
ハウス・オブ・エヴァンジェリスタのマザー。ハウス・オブ・アバンダンスから独立した。
エレクトラ・ウィンター
演 - ドミニク・ジャクソン
シーズン1-3
ハウス・オブ・アバンダンスのマザー。
プレイ・テル
演 - ビリー・ポーター
シーズン1-3
エンジェル・エヴァンジェリスタ
演 - インディア・ムーア
シーズン1-3
デイモン・エヴァンジェリスタ
演 - ライアン・ジャマール・スウェイン
シーズン1-3
ハウス・オブ・エヴァンジェリスタのダンサー志望のゲイの若者。
ヘレナ・セント・ロジャース
演 - シャーレイン・ウッダード
シーズン1-2
キャンディ・フェロシティ
演 - アンジェリカ・ロス
シーズン1-2（シーズン3はサブキャラクター）
ルル・フェロシティ
演 - ヘイリー・サハル
シーズン1-2
エステバン・エヴァンジェリスタ
演 - エンジェル・ビスマルク・クリエル
シーズン1-3
リッキー・ウィンター
演 - ダイロン・バーンサイド
シーズン1-3
ジュディ・クブラック
演 - サンドラ・バーンハード
シーズン2-3（シーズン1はゲスト）
スタン・ボーズ
演 - エヴァン・ピーターズ
シーズン1
トランプタワーで働く青年。
パティ・ボーズ
演 - ケイト・マーラ
シーズン1
スタンの妻。
マット・ブロムリー
演 - ジェームズ・ヴァン・ダー・ビーク
シーズン1
スタンが務める会社の上司。
レマル・ウィンター
演 - ジェイソン・A・ロドリゲス
シーズン3（シーズン1-2はサブキャラクター）

## スタッフ
- 原案：ライアン・マーフィー、ブラッド・ファルチャック、スティーブン・キャナルス（英語版）
- エグゼクティブプロデューサー：ライアン・マーフィー、ブラッド・ファルチャック、ニーナ・ジェイコブソン（英語版）、ブラッド・シンプソン、アレクシス・マーティン・ウッドオール、シェリー・マーシュ、スティーブン・キャナルス
- プロデューサー：ジャネット・モック、アワー・レディ・J（英語版）、ルー・アイリッヒ（英語版）、エリカ・ケイ
- 撮影：サイモン・デニス、ネルソン ・クラッグ（英語版）
- 制作会社：カラーフォース（英語版）、ブラッド・ファルチャック・テレイ-ビジョン、ライアン・マーフィー・テレビジョン、タッチストーン・テレビジョン、FXP
- 配給：20th テレビジョン（シーズン1 - 2）、ウォルト・ディズニー・テレビジョン（シーズン3）

## エピソード一覧

### 『POSE/ポーズ』の全シーズン
| シーズン | シーズン | 話数 | 話数 | 放送期間      | 放送期間      |
| シーズン | シーズン | 話数 | 話数 | 初回放送      | 最終回放送    |
| -------- | -------- | ---- | ---- | ------------- | ------------- |
|          | 1        | 8    | 8    | 2018年6月3日  | 2018年7月22日 |
|          | 2        | 10   | 10   | 2019年6月11日 | 2019年8月20日 |
|          | 3        | 8    | 8    | 2021年5月2日  | 2021年6月6日  |

### シーズン1
- アメリカ（FX）：2018年6月3日 - 2018年7月22日 ※全8話
- 日本（FOX）字幕版：2019年5月13日 - 2019年7月1日

| 通算 | 話数 | 邦題 原題                                 | 監督                           | 脚本                                                                   | アメリカ放送日 |
| ---- | ---- | ----------------------------------------- | ------------------------------ | ---------------------------------------------------------------------- | -------------- |
| 1    | 1    | "ボールルームへようこそ" "Pilot"          | ライアン・マーフィー           | ライアン・マーフィー ブラッド・ファルチャック スティーブン・キャナルス | 2018年6月3日   |
| 2    | 2    | "新しい扉" "Access"                       | ライアン・マーフィー           | ライアン・マーフィー ブラッド・ファルチャック スティーブン・キャナルス | 2018年6月10日  |
| 3    | 3    | "クリスマスの奇跡" "Giving and Receiving" | ネルソン・クラッグ             | ジャネット・モック アワー・レディ・J                                   | 2018年6月17日  |
| 4    | 4    | "完璧なボディ" "The Fever"                | グウィネス・ホーダー＝ペイトン | ジャネット・モック アワー・レディ・J                                   | 2018年6月24日  |
| 5    | 5    | "母の日" "Mother's Day"                   | サイラス・ハワード             | スティーブン・キャナルス                                               | 2018年7月1日   |
| 6    | 6    | "愛と葛藤" "Love Is the Message"          | ジャネット・モック             | ライアン・マーフィー ジャネット・モック                                | 2018年7月8日   |
| 7    | 7    | "ルール違反" "Pink Slip"                  | ティナ・マブリー               | スティーブン・キャナルス アワー・レディ・J                             | 2018年7月15日  |
| 8    | 8    | "最優秀マザー賞" "Mother of the Year"     | グウィネス・ホーダー＝ペイトン | ライアン・マーフィー ブラッド・ファルチャック スティーブン・キャナルス | 2018年7月22日  |

### シーズン2
- アメリカ（FX）：2019年6月11日 - 2019年8月20日 ※全10話
- 日本（FOX）字幕版：2020年5月24日 - 2020年7月26日

| 通算 | 話数 | 邦題 原題                                             | 監督                           | 脚本                                                                   | アメリカ放送日 |
| ---- | ---- | ----------------------------------------------------- | ------------------------------ | ---------------------------------------------------------------------- | -------------- |
| 9    | 1    | "変化の予感" "Acting Up"                              | グウィネス・ホーダー＝ペイトン | ライアン・マーフィー ブラッド・ファルチャック スティーブン・キャナルス | 2019年6月11日  |
| 10   | 2    | "欲望と自尊心" "Worth It"                             | グウィネス・ホーダー＝ペイトン | ジャネット・モック                                                     | 2019年6月18日  |
| 11   | 3    | "サバイバル術" "Butterfly/Cocoon"                     | ジャネット・モック             | アワー・レディ・J                                                      | 2019年6月25日  |
| 12   | 4    | "新しいカテゴリー" "Never Knew Love Like This Before" | ライアン・マーフィー           | ライアン・マーフィー ジャネット・モック                                | 2019年7月9日   |
| 13   | 5    | "チャンスをつかめ" "What Would Candy Do?"             | ティナ・マブリー               | スティーブン・キャナルス                                               | 2019年7月16日  |
| 14   | 6    | "招かれざる案内人" "Love's In Need Of Love Today"     | ティナ・マブリー               | ブラッド・ファルチャック アワー・レディ・J                             | 2019年7月23日  |
| 15   | 7    | "年長者の教え" "Blow"                                 | ジェニー・リビングストン       | ジャネット・モック                                                     | 2019年7月30日  |
| 16   | 8    | "家族の危機" "Revelations"                            | スティーブン・キャナルス       | スティーブン・キャナルス                                               | 2019年8月6日   |
| 17   | 9    | "真夏の夜の夢" "Life's a Beach"                       | グウィネス・ホーダー＝ペイトン | ジャネット・モック アワー・レディ・J                                   | 2019年8月13日  |
| 18   | 10   | "永遠のマザー" "In My Heels"                          | ジャネット・モック             | ライアン・マーフィー ブラッド・ファルチャック スティーブン・キャナルス | 2019年8月20日  |

### シーズン3
- アメリカ（FX）：2021年5月2日 - 2021年6月6日 ※全8話
- 日本（FOX）字幕版：未放送

| 通算 | 話数 | 原題                                 | 監督                     | 脚本 | アメリカ放送日 |
| ---- | ---- | ------------------------------------ | ------------------------ | --- | -------------- |
| 19   | 1    | "On the Run"                         | ジャネット・モック       | スティーブン・キャナルス ジャネット・モック                                                                 | 2021年5月2日   |
| 20   | 2    | "Intervention"                       | ステーブン・キャナルス   | スティーブン・キャナルス アワー・レディ・J                                                                  | 2021年5月2日   |
| 21   | 3    | "The Trunk"                          | ティナ・マブリー         | ジャネット・モック ブラッド・ファルチャック                                                                 | 2021年5月9日   |
| 22   | 4    | "Take Me To Church"                  | ジャネット・モック       | ジャネット・モック スティーブン・キャナルス ブラッド・ファルチャック                                        | 2021年5月16日  |
| 23   | 5    | "Something Borrowed, Something Blue" | スティーブン・キャナルス | ブラッド・ファルチャック スティーブン・キャナルス                                                           | 2021年5月23日  |
| 24   | 6    | "Something Old, Something New"       | ジャネット・モック       | ジャネット・モック                                                                                          | 2021年5月30日  |
| 25   | 7    | "Series Finale (Part I)"             | スティーブン・キャナルス | ライアン・マーフィー ブラッド・ファルチャック スティーブン・キャナルス ジャネット・モック アワー・レディ・J | 2021年6月6日   |
| 26   | 8    | "Series Finale (Part II)"            | スティーブン・キャナルス | ライアン・マーフィー ブラッド・ファルチャック スティーブン・キャナルス ジャネット・モック アワー・レディ・J | 2021年6月6日   |

## 製作

### 企画
2017年3月16日、FXが本作のパイロット版を発注したことが発表された。このパイロット版はライアン・マーフィー、ブラッド・ファルチャック、スティーブン・キャナルスが脚本を担当し、ニーナ・ジェイコブソン、ブラッド・シンプソン、シェリー・マーシュと共にエグゼクティブプロデューサーを務めることになっていた。パイロット版の制作会社は、FXプロダクションズとFOX21テレビジョン・スタジオ（現・タッチストーン・テレビジョン）などで構成される予定だった。2018年10月、レイオミー・マルドナドとダニエル・ポランコがボールシーンの振付を担当することが報じられ、ジャネット・モックとアワー・レディ・Jが脚本と制作に加わったことが報じられた。
2017年12月27日、FXが本作を計8話構成のシーズン1として製作することを発表。初回放送に先立った2018年5月9日、マーフィーは本作で得た利益のすべてを、「シルヴィア・リヴェラ法律プロジェクト」や「Transgender Legal Defense & Education Fund」、「カレン-ロード・コミュニティ・ヘルスセンター」などのLGBTQ+の人々に関わる非営利の慈善団体に寄付することを発表した。マーフィーはこの決定について、次のように説明している。「彼らの多くと話していて印象的だったのは、彼らがどれだけ葛藤し、どれだけ攻撃されていると感じているか、また、医療を受けたり仕事を見つけたりすることが困難だと感じている人がどれだけいるかということでした。私は、このコミュニティのために作品を作るだけではなく、もっと多くのことを行わなければならないと決意しました。このコミュニティの力になりたいし、助けたいのです」。2018年7月12日には本作のシーズン2の製作が決定したことが発表され、2019年6月11日に初放送された。また、同年6月17日にFXはシーズン3の製作決定を発表し、2021年3月にシーズン3が最終シーズンとなることを発表した。シーズン3は2021年5月2日に放送が開始され、同年6月6日に最終話を迎えた。

### キャスティング
2017年3月、ライアン・マーフィーを筆頭とした制作チームは本作のキャスティングを開始。同年10月25日、トランスジェンダーの俳優であるMJ・ロドリゲス、インディア・ムーア、ドミニク・ジャクソン、ヘイリー・サハル、アンジェリカ・ロスと、シスジェンダーの俳優であるライアン・ジャマール・スウェイン、ビリー・ポーター、ダイロン・バーンサイドが主要キャストとしてキャスティングされたことが発表された。制作チームは、脚本があるシリーズとしては史上最多のトランスジェンダーの俳優たちをキャスティングしたと主張した。本作には計50人以上のトランスジェンダーの役が登場すると予想されていた。また、同年10月26日には、エヴァン・ピーターズ、ケイト・マーラ、ジェームズ・ヴァン・ダー・ビーク、タチアナ・マスラニーが主要キャストに加わったことが発表された。
2017年12月27日、マスラニーが演じる予定だった役が50歳のアフリカ系アメリカ人女性の役に変更されたことを受けて、マスラニーが降板したことが報じられた。その後、同役はシャーレイン・ウッダードが演じることとなった。2018年9月19日、シーズン1にゲスト出演したジュディ役のサンドラ・バーンハードがシーズン2のシリーズレギュラーとして再登場することが報じられた。2019年3月23日、マーフィーはパティ・ルポーンがシーズン2にゲスト出演することを明かした。

### 撮影
本作のパイロット版の制作は2017年10月にニューヨークで開始され。シーズン1の次のエピソードの制作が翌2018年2月に開始された。本シリーズの最初の2話はマーフィーが監督を担当。ジャネット・モックが第3・4・6話の脚本ならびに第6話の監督を務め、有色人種のトランスジェンダー女性として初めてテレビ番組のエピソードを脚本・監督した。2020年3月14日、新型コロナウイルス感染症の世界的流行の影響により、最終シーズンとなるシーズン3の制作が中断されたことが報じられた。その後、シーズン3の撮影は2021年3月20日に終了した。

## 受賞・ノミネート
| 年   | 賞                                                     | 部門                                                                                       | 対象 | 結果       | 出典          |
| ---- | ------------------------------------------------------ | ------------------------------------------------------------------------------------------ | --- | ---------- | ------------- |
| 2018 | 第28回ゴッサム・インディペンデント映画賞               | ブレイクスルーシリーズ賞（長編）                                                           | 『POSE/ポーズ』 | ノミネート | [ 33 ]        |
| 2018 | アメリカン・フィルム・インステチュート賞               | テレビ番組トップ10賞                                                                       | 『POSE/ポーズ』 | 受賞       | [ 34 ]        |
| 2019 | 第76回ゴールデングローブ賞                             | 作品賞（ドラマ部門）                                                                       | 『POSE/ポーズ』 | ノミネート | [ 35 ]        |
| 2019 | 第76回ゴールデングローブ賞                             | 男優賞（ドラマ部門）                                                                       | ビリー・ポーター | ノミネート | [ 35 ]        |
| 2019 | 第11回ドリアン賞                                       | テレビドラマ作品賞                                                                         | 『POSE/ポーズ』 | 受賞       | [ 36 ] [ 37 ] |
| 2019 | 第11回ドリアン賞                                       | テレビパフォーマンス賞（男優部門）                                                         | ビリー・ポーター | 受賞       | [ 36 ] [ 37 ] |
| 2019 | 第11回ドリアン賞                                       | LGBTQテレビ番組賞                                                                          | 『POSE/ポーズ』 | 受賞       | [ 36 ] [ 37 ] |
| 2019 | 第11回ドリアン賞                                       | テレビミュージカルパフォーマンス賞                                                         | ビリー・ポーター / MJ・ロドリゲス / アワー・レディ・J （第1シーズン第6話「愛と葛藤」における「Home」のパフォーマンス） | 受賞       | [ 36 ] [ 37 ] |
| 2019 | 第9回批評家協会テレビ賞                                | ドラマシリーズ作品賞                                                                       | 『POSE/ポーズ』 | ノミネート | [ 38 ]        |
| 2019 | 第9回批評家協会テレビ賞                                | ドラマシリーズ男優賞                                                                       | ビリー・ポーター | ノミネート | [ 38 ]        |
| 2019 | 第71回全米脚本家組合賞                                 | 新作シリーズ賞（テレビ部門）                                                               | スティーブン・キャナルス / ブラッド・ファルチャック / トッド・クブラック / ジャネット・モック / ライアン・マーフィー / アワー・レディ・J | ノミネート | [ 39 ]        |
| 2019 | 第30回GLAADメディア賞                                  | 最優秀ドラマシリーズ賞                                                                     | 『POSE/ポーズ』 | 受賞       | [ 40 ]        |
| 2019 | ピーボディ賞                                           | エンターテインメント賞                                                                     | 『POSE/ポーズ』 | 受賞       | [ 41 ]        |
| 2019 | 第12回テレビアカデミー賞                               | テレビを通じて社会の変化を推進する優れた番組と語り手                                       | 『POSE/ポーズ』 | 受賞       | [ 42 ]        |
| 2019 | MTVムービー&TVアワード                                 | ブレイクスルーパフォーマンス賞                                                             | MJ・ロドリゲス | ノミネート | [ 43 ]        |
| 2019 | 第35回TCA賞                                            | 番組賞                                                                                     | 『POSE/ポーズ』 | ノミネート | [ 44 ]        |
| 2019 | 第35回TCA賞                                            | 新番組賞                                                                                   | 『POSE/ポーズ』 | ノミネート | [ 44 ]        |
| 2019 | 第35回TCA賞                                            | ドラマ作品賞                                                                               | 『POSE/ポーズ』 | ノミネート | [ 44 ]        |
| 2019 | 第35回TCA賞                                            | ドラマ俳優賞                                                                               | ビリー・ポーター | ノミネート | [ 44 ]        |
| 2019 | ゴールドダービー賞                                     | ドラマシリーズ賞                                                                           | 『POSE/ポーズ』 | ノミネート | [ 45 ]        |
| 2019 | ゴールドダービー賞                                     | ドラマエピソード賞                                                                         | 第1シーズン第6話「愛と葛藤」 | ノミネート | [ 45 ]        |
| 2019 | ゴールドダービー賞                                     | ドラマエピソード賞                                                                         | 第1シーズン第8話「最優秀マザー賞」 | ノミネート | [ 45 ]        |
| 2019 | ゴールドダービー賞                                     | ドラマ男優賞                                                                               | ビリー・ポーター | 受賞       | [ 45 ]        |
| 2019 | ゴールドダービー賞                                     | ドラマ女優賞                                                                               | MJ・ロドリゲス | ノミネート | [ 45 ]        |
| 2019 | ゴールドダービー賞                                     | ドラマゲスト男優賞                                                                         | クリストファー・メローニ | ノミネート | [ 45 ]        |
| 2019 | ゴールドダービー賞                                     | アンサンブル賞                                                                             | 『POSE/ポーズ』のキャスト | ノミネート | [ 45 ]        |
| 2019 | 第71回プライムタイム・エミー賞                         | 作品賞（ドラマシリーズ部門）                                                               | ライアン・マーフィー / ブラッド・ファルチャック / ニーナ・ジェイコブソン / ブラッド・シンプソンズ / アレクシス・マーティン・ウッドオール / シェリー・マーシュ / スティーブン・キャナルス / サイラス・ハワード / ジャネット・モック / アワー・レディ・J / ルー・アイリッヒ / エリカ・ケイ                                                       | ノミネート | [ 46 ] [ 47 ] |
| 2019 | 第71回プライムタイム・エミー賞                         | 主演男優賞（ドラマシリーズ部門）                                                           | ビリー・ポーター（第1シーズン第6話「愛と葛藤」） | 受賞       | [ 46 ] [ 47 ] |
| 2019 | 第71回プライムタイム・クリエイティブ・アート・エミー賞 | キャスティング賞（ドラマシリーズ部門）                                                     | アレクサ・L・フォーゲル | ノミネート | [ 46 ] [ 47 ] |
| 2019 | 第71回プライムタイム・クリエイティブ・アート・エミー賞 | ヘアスタイリング賞（シングルカメラシリーズ部門）                                           | クリス・クラーク / バリー・リー・モー / ジェイムソン・アートン / ミア・ニール / ティモシー・ハーヴィー / サバナ・マジード（第1シーズン第1話「ボールルームへようこそ」） | ノミネート | [ 46 ] [ 47 ] |
| 2019 | 第71回プライムタイム・クリエイティブ・アート・エミー賞 | メイクアップ賞（シングルカメラシリーズ部門）                                               | シェリー・ローレンス / ニッキー・パティソン・イルム / クリス・ミローネ / デジャ・スミス / ルーシー・オライリー / アンドリュー・ソトマヨール（第1シーズン第1話「ボールルームへようこそ」） | ノミネート | [ 46 ] [ 47 ] |
| 2019 | 第71回プライムタイム・クリエイティブ・アート・エミー賞 | 衣装賞（歴史劇 / ファンタジー部門）                                                        | ルー・アイリッヒ / アナーシア・マクゴーティ / エイミー・リッチングス / ケビン・リッター（第1シーズン第1話「ボールルームへようこそ」） | ノミネート | [ 46 ] [ 47 ] |
| 2019 | 第71回プライムタイム・クリエイティブ・アート・エミー賞 | 作品賞（短編ノンフィクション / リアリティシリーズ部門）                                    | 『POSE: Identity, Family Community (Inside Look)』 | ノミネート | [ 46 ] [ 47 ] |
| 2020 | 第77回ゴールデングローブ賞                             | 男優賞（ドラマ部門）                                                                       | ビリー・ポーター | ノミネート | [ 48 ]        |
| 2020 | 第10回批評家協会テレビ賞                               | ドラマシリーズ賞                                                                           | 『POSE/ポーズ』 | ノミネート | [ 49 ]        |
| 2020 | 第10回批評家協会テレビ賞                               | ドラマシリーズ男優賞                                                                       | ビリー・ポーター | ノミネート | [ 49 ]        |
| 2020 | 第10回批評家協会テレビ賞                               | ドラマシリーズ女優賞                                                                       | MJ・ロドリゲス | ノミネート | [ 49 ]        |
| 2020 | メイク&ヘアスタイリスト賞                              | テレビシリーズ・ミニシリーズ・ニューメディア賞 （時代 / キャラクターヘアスタイリング部門） | バリー・リー・モー / ティモシー・ハーヴィー / サバナ・マジード | ノミネート | [ 50 ]        |
| 2020 | 米キャスティング協会賞                                 | テレビパイロット&シーズン1賞（ドラマ部門）                                                 | アレクサ・L・フォーゲル / キャスリン・サモラ・ベンソン / ケイトリン・D・ジョーンズ | 受賞       | [ 51 ]        |
| 2020 | 第31回GLAADメディア賞                                  | ドラマシリーズ賞                                                                           | 『POSE/ポーズ』 | 受賞       | [ 52 ]        |
| 2020 | 第12回ドリアン賞                                       | 作品賞（ドラマ部門）                                                                       | 『POSE/ポーズ』 | 受賞       | [ 53 ]        |
| 2020 | 第12回ドリアン賞                                       | 女優テレビ・パフォーマンス賞                                                               | MJ・ロドリゲス | ノミネート | [ 53 ]        |
| 2020 | 第12回ドリアン賞                                       | 男優テレビ・パフォーマンス賞                                                               | ビリー・ポーター | 受賞       | [ 53 ]        |
| 2020 | 第12回ドリアン賞                                       | LGBTQテレビ作品賞                                                                          | 『POSE/ポーズ』 | 受賞       | [ 53 ]        |
| 2020 | 第36回TCA賞                                            | ドラマ作品賞                                                                               | 『POSE/ポーズ』 | ノミネート | [ 54 ]        |
| 2020 | 第72回プライムタイム・エミー賞                         | 主演男優賞（ドラマシリーズ部門）                                                           | ビリー・ポーター（第2シーズン第6話「招かれざる案内人」） | ノミネート | [ 55 ] [ 56 ] |
| 2020 | 第72回プライムタイム・クリエイティブ・アート・エミー賞 | 時代衣装賞                                                                                 | アナルシア・マクゴーティ / ニッキー・スミス / アレクサ・ディファジオ / リンダ・ジャンマレーゼ（第2シーズン第1話「変化の予感」） | ノミネート | [ 55 ] [ 56 ] |
| 2020 | 第72回プライムタイム・クリエイティブ・アート・エミー賞 | 時代 / キャラクター・ヘアスタイリング賞                                                    | バリー・リー・モー / ティモシー・ハーヴィー / サバナ・マジード / リリアナ・メイリック / リサ・トーマス / グレッグ・ベイズモア / シャーリーン・ベルモンド（第2シーズン第2話「欲望と自尊心」） | ノミネート | [ 55 ] [ 56 ] |
| 2020 | 第72回プライムタイム・クリエイティブ・アート・エミー賞 | 時代 / キャラクター・メイクアップ賞                                                        | シェリー・バーマン・ローレンス / ニッキー・パティソン・イルム / クリス・ミローン / デジャ・スミス / ジェシカ・パディラ（第2シーズン第1話「変化の予感」） | ノミネート | [ 55 ] [ 56 ] |
| 2020 | 第72回プライムタイム・クリエイティブ・アート・エミー賞 | 補綴メイクアップ賞（リミテッドシリーズ・映画・特別番組部門）                               | デビッド・プレスト / グレッグ・ピクルスキー / ブレット・シュミット / リサ・フォースト / キース・パーマー（第2シーズン第6話「招かれざる案内人」） | ノミネート | [ 55 ] [ 56 ] |
| 2020 | 第72回プライムタイム・クリエイティブ・アート・エミー賞 | 短編ノンフィクション / リアリティシリーズ賞                                                | 『Pose: Identity, Family, Community』 | ノミネート | [ 55 ] [ 56 ] |
| 2020 | 第20回ブラックリール賞                                 | ドラマシリーズ作品賞                                                                       | 『POSE/ポーズ』 | 受賞       | [ 57 ]        |
| 2020 | 第20回ブラックリール賞                                 | 男優賞（ドラマシリーズ部門）                                                               | ビリー・ポーター | ノミネート | [ 57 ]        |
| 2020 | 第20回ブラックリール賞                                 | 監督賞（ドラマシリーズ部門）                                                               | ジャネット・モック（第2シーズン第10話「永遠のマザー」） | 受賞       | [ 57 ]        |
| 2020 | 第20回ブラックリール賞                                 | 脚本賞（ドラマシリーズ部門）                                                               | ジャネット・モック / ライアン・マーフィー（第2シーズン第4話「新しいカテゴリー」） | ノミネート | [ 57 ]        |
| 2021 | 第1回ハリウッド批評家協会テレビ賞                      |                                                                                            | |            |               |
| 2021 | 第1回ハリウッド批評家協会テレビ賞                      | ケーブルシリーズ作品賞（ドラマ部門）                                                       | 『POSE/ポーズ』 | ノミネート | [ 58 ]        |
| 2021 | 第1回ハリウッド批評家協会テレビ賞                      | 全国放送又はケーブルシリーズ主演男優賞（ドラマ部門）                                       | ビリー・ポーター | 受賞       | [ 58 ]        |
| 2021 | 第1回ハリウッド批評家協会テレビ賞                      | 全国放送又はケーブルシリーズ主演女優賞（ドラマ部門）                                       | MJ・ロドリゲス | 受賞       | [ 58 ]        |
| 2021 | 第1回ハリウッド批評家協会テレビ賞                      | 全国放送又はケーブルシリーズ助演男優賞（ドラマ部門）                                       | ジェイソン・ロドリゲス | ノミネート | [ 58 ]        |
| 2021 | 第1回ハリウッド批評家協会テレビ賞                      | 全国放送又はケーブルシリーズ助演女優賞（ドラマ部門）                                       | ドミニク・ジャクソン | ノミネート | [ 58 ]        |
| 2021 | 第1回ハリウッド批評家協会テレビ賞                      | 全国放送又はケーブルシリーズ助演女優賞（ドラマ部門）                                       | インディア・ムーア | ノミネート | [ 58 ]        |
| 2021 | 第37回TCA賞                                            | ドラマ作品賞                                                                               | 『POSE/ポーズ』 | ノミネート | [ 59 ]        |
| 2021 | 第37回TCA賞                                            | ドラマ俳優賞                                                                               | MJ・ロドリゲス | ノミネート | [ 59 ]        |
| 2021 | 第73回プライムタイム・エミー賞                         | 作品賞（ドラマシリーズ部門）                                                               | ライアン・マーフィー / ブラッド・ファルチャック / ニーナ・ジェイコブソン / ブラッド・シンプソン / アレクシス・マーティン・ウッドオール / シェリー・マーシュ / スティーブン・キャナルス / ジャネット・モック / アワー・レディ・J / タナセ・ポパ / ルー・アイリッヒ / ジェフ・ディッカーソン / トッド・ネニンガー / キップ・ディヴィス・マイヤー | ノミネート | [ 60 ]        |
| 2021 | 第73回プライムタイム・エミー賞                         | 主演男優賞（ドラマシリーズ部門）                                                           | ビリー・ポーター（第3シーズン第4話「Take Me To Church」） | ノミネート | [ 60 ]        |
| 2021 | 第73回プライムタイム・エミー賞                         | 主演女優賞（ドラマシリーズ部門）                                                           | MJ・ロドリゲス（第3シーズン第4話「Take Me To Church」） | ノミネート | [ 60 ]        |
| 2021 | 第73回プライムタイム・エミー賞                         | 監督賞（ドラマシリーズ部門）                                                               | ライアン・マーフィー / ブラッド・ファルチャック / スティーブン・キャナルス / ジャネット・モック / アワー・レディ・J（第3シーズン第7・8話「Series Finale」） | ノミネート | [ 60 ]        |
| 2021 | 第73回プライムタイム・クリエイティブ・アート・エミー賞 | 現代衣装賞                                                                                 | アナーシア・マクゴーティ / マイケル・ロイ / リンダ・ジャンマレーゼ（第3シーズン第7・8話「Series Finale」） | 受賞       | [ 61 ]        |
| 2021 | 第73回プライムタイム・クリエイティブ・アート・エミー賞 | 現代ヘアスタリング賞                                                                       | バリー・リー・モア / ティモシー・ハーヴィー / グレッグ・ベイズモア / テネ・ワイルダー / リサ・トーマス / ロブ・ハーマン（第3シーズン第7・8話「Series Finale」） | 受賞       | [ 61 ]        |
| 2021 | 第73回プライムタイム・クリエイティブ・アート・エミー賞 | メイクアップ賞（非補綴）                                                                   | シェリー・バーマン・ローレンス / ニッキー・パティソン・イルム / チャールス・サンブラーノ / ショーン・トーマス・ギブソン / ジェシカ・パディージャ / ジェニファー・スアレス（第3シーズン第7・8話「Series Finale」） | 受賞       | [ 61 ]        |
| 2021 | 第73回プライムタイム・クリエイティブ・アート・エミー賞 | 補綴メイクアップ賞                                                                         | トーマス・デニール・ジュニア（第3シーズン第1話「On the Run」） | ノミネート | [ 61 ]        |
| 2021 | 第73回プライムタイム・クリエイティブ・アート・エミー賞 | 短編ノンフィクション / リアリティシリーズ賞                                                | 『Pose: Identity, Family, Community』 | ノミネート | [ 61 ]        |
| 2022 | 第79回ゴールデングローブ賞                             | 作品賞（ドラマ部門）                                                                       | 『POSE/ポーズ』 | ノミネート | [ 62 ]        |
| 2022 | 第79回ゴールデングローブ賞                             | 男優賞（ドラマ部門）                                                                       | ビリー・ポーター | ノミネート | [ 62 ]        |
| 2022 | 第79回ゴールデングローブ賞                             | 女優賞（ドラマ部門）                                                                       | MJ・ロドリゲス | 受賞       | [ 62 ]        |
| 2022 | 第53回NAACPイメージ賞                                  | ドラマシリーズ賞                                                                           | 『POSE/ポーズ』 | ノミネート | [ 63 ]        |
| 2022 | 第53回NAACPイメージ賞                                  | 俳優賞（ドラマシリーズ部門）                                                               | ビリー・ポーター | ノミネート | [ 63 ]        |
| 2022 | 第53回NAACPイメージ賞                                  | 脚本賞（ドラマシリーズ部門）                                                               | スティーブン・キャナルス / ジャネット・モック / アワー・レディ・J / ブラッド・ファルチャック / ライアン・マーフィー（第3シーズン第7・8話「Series Finale」） | ノミネート | [ 63 ]        |
| 2022 | 第12回批評家協会テレビ賞                               | ドラマシリーズ女優賞                                                                       | MJ・ロドリゲス | ノミネート |               |
| 2022 | 第33回GLAADメディア賞                                  | ドラマシリーズ賞                                                                           | 『POSE/ポーズ』 | 受賞       |               |
| 2022 | 第10回Queerty賞                                        | テレビシリーズ賞                                                                           | 『POSE/ポーズ』 | 受賞       | [ 64 ]        |